# Jesús María Pereda
Jesús María Pereda Ruiz de Temiño (15. červen 1938, Medina de Pomar – 27. září 2011, Barcelona) byl  španělský fotbalista. Hrával na pozici záložníka.
Se španělskou fotbalovou reprezentací vyhrál mistrovství Evropy roku 1964. Na tomto turnaji se dostal i do all-stars týmu. Celkem za národní tým odehrál 13 utkání a vstřelil 6 gólů.
S Realem Madrid vyhrál v sezóně 1957/58 Pohár mistrů evropských zemí, s FC Barcelona v sezóně 1965/66 Veletržní pohár, předchůdce Poháru UEFA a Evropské ligy. S Realem jednou získal titul španělského mistra (1957–58), s Barcelonou dvakrát španělský pohár (1962–63, 1967–68).